# Dash Mihok
Dash Mihok (New York, 24 maggio 1974) è un attore e regista statunitense.

## Biografia
Cresciuto a New York, la sua carriera artistica si sviluppa grazie a diverse partecipazioni in alcune serie televisive statunitensi. La sua prima apparizione, in un ruolo minore, è in Sleepers di Barry Levinson. Il successo della pellicola, e la capacità interpretativa del giovane attore, pur in una parte minore, convincono il regista Baz Luhrmann a proporgli la partecipazione in Romeo + Giulietta di William Shakespeare, nel 1996.
Nel 1998 Terrence Malick lo sceglie per il ruolo del soldato Doll ne La sottile linea rossa, dove il suo intenso primo piano è una delle ultime inquadrature del film. Il grande successo di pubblico gli arride nel 2004, grazie all'interpretazione di Jason Evans in The Day After Tomorrow - L'alba del giorno dopo. Recita in un ruolo secondario nel 2012 nel film Il lato positivo - Silver Linings Playbook di David O. Russell con Bradley Cooper e Jennifer Lawrence.

## Filmografia

### Attore

#### Cinema
- Foxfire, regia di Annette Haywood-Carter (1996)
- Sleepers, regia di Barry Levinson (1996)
- Romeo + Giulietta di William Shakespeare (William Shakespeare's Romeo + Juliet), regia di Baz Luhrmann (1996)
- Telling You, regia di Robert DeFranco (1998)
- La sottile linea rossa (The Thin Red Line), regia di Terrence Malick (1998)
- Whiteboyz, regia di Marc Levin (1999)
- La tempesta perfetta (The Perfect Storm), regia di Wolfgang Petersen (2000)
- The Journeyman, regia di James Crowley (2001)
- Finder's Free, regia di Jeff Probst (2001)
- Nailed, regia di Joel Silverman (2001)
- One Eyed King - La tana del diavolo (One Eyed King), regia di Robert Moresco (2001)
- Il guru (The Guru), regia di Daisy von Scherler Mayer (2002)
- Indagini sporche (Dark Blue), regia di Ron Shelton (2002)
- Basic, regia di John McTiernan (2003)
- Connie & Carla, regia di Michael Lembeck (2004)
- The Day After Tomorrow - L'alba del giorno dopo (The Day After Tomorrow), regia di Roland Emmerich (2004)
- Mojave, regia di David Kebo e Rudi Liden (2004)
- Kiss Kiss Bang Bang, regia di Shane Black (2005)
- 10th & Wolf, regia di Robert Moresco (2006)
- Hollywoodland, regia di Allen Coulter (2006)
- Il cane pompiere (Firehouse Dog), regia di Todd Holland (2007)
- Loveless in Los Angeles, regia di Archie Gips (2007)
- Tutti i numeri del sesso (Sex and Death 101), regia di Daniel Waters (2007)
- Superheroes, regia di Alan Brown (2007)
- Io sono leggenda (I Am Legend), regia di Francis Lawrence (2007)
- Una squadra molto speciale (The Longshots), regia di Fred Durst (2008)
- Punisher - Zona di guerra (The Punisher: War Zone), regia di Lexi Alexander (2008)
- Lifted, regia di Lexi Alexander (2011)
- The Mortician, regia di Gareth Maxwell Roberts (2011)
- The FP, regia di Brandon e Jason Trost (2011)
- On the Inside, regia di D.W. Brown (2011)
- Trespass, regia di Joel Schumacher (2011)
- Il lato positivo - Silver Linings Playbook (Silver Linings Playbook), regia di David O. Russell (2012)
- 2nd Serve, regia di Tim Kirkman (2012)
- Somnia (Before I Wake), regia di Mike Flanagan (2016)
- A Million Little Pieces, regia di Sam Taylor-Johnson (2018)
- L'eredità della vipera (Inherit the Viper), regia di Anthony Jerjen (2019)
- Acque profonde (Deep Water), regia di Adrian Lyne (2022)
- Wildflower, regia di Matt Smukler (2022)
- Armor, regia di Justin Routt (2024)

#### Televisione
- CityKids - serie TV (1993-1994)
- New York Undercover - serie TV, 1 episodio (1994)
- Murderous Intent (1995) - Film TV
- Calm at Sunset, regia di Daniel Petrie (1996) - Film TV
- Pearl - serie TV, 22 episodi (1997)
- Felicity - serie TV 7 episodi (1999)
- Live Girls, regia di Arlene Sanford (2000) - Film TV
- Street Time - serie TV, 2 episodi (2002)
- Hustle, regia di Peter Bogdanovich (2004) - Film TV
- CSI - Scena del crimine (CSI: Crime Scene Investigation) - serie TV, un episodio (2004)
- Confessions of a Dog, regia di Chris Koch (2005) - Film TV
- Cavemen - serie TV 1 episodio (2007)
- Ghost Whisperer - Presenze (Ghost Whisperer) - serie TV, 1 episodio (2007)
- Pushing Daiasies - serie TV, 1 episodio (2007)
- Law & Order - I due volti della giustizia (Law & Order) - serie TV, 2 episodi (1995-2009)
- The First Tank, regia di Rob Greenberg (2009) - Film TV
- The Good Wife - serie TV (2009-2010)
- Burn Notice - Duro a morire (Burn Notice) - serie TV, 1 episodio (2010)
- How to Make It in America - serie TV, 1 episodio (2010)
- Human Target - serie TV, 1 episodio (2010)
- Law & Order: Criminal Intent - serie TV, 1 episodio (2010)
- Paul the Male Matchmaker - serie TV, 1 episodio (2011)
- Prime Suspect - serie TV, 2 episodi (2011)
- Hawaii Five-0 - serie TV, 1 episodio (2011)
- Grey's Anatomy – serie TV, episodio 8x06 (2011)
- I signori della fuga (Breakout Kings) - serie TV, 1 episodio (2012)
- Blue Bloods - serie TV, 1 episodio (2012)
- Greetings from Home - serie TV, 12 episodi (2012)
- Chicago P.D. - serie TV (2015)
- Gotham - serie TV (2015)
- Ray Donovan – serie TV, 82 episodi (2013-2020)
- Law & Order: Organized Crime - serie TV, 8 episodi (2021-2022)
- Ray Donovan: The Movie, regia di David Hollander - film TV (2022)

### Regista
- Ray Donovan (2019)

#### Cortometraggi
- That Guy (2006)
- Abby (2011)

## Doppiatori italiani
Nelle versioni in italiano delle opere in cui ha recitato, Dash Mihok è stato doppiato da:
- Roberto Certomà in Nailed, CSI - Scena del crimine, Il cane pompiere, Punisher - Zona di guerra
- Roberto Draghetti in Kiss Kiss Bang Bang, Hollywoodland, Somnia
- Simone Mori in Sleepers, Indagini sporche
- Tony Sansone in Romeo + Giulietta di William Shakespeare, La sottile linea rossa
- Pasquale Anselmo in Basic, Gotham
- Francesco De Francesco in Trespass, Law & Order: Organized Crime
- Fabrizio Vidale in Ray Donovan, Ray Donovan: The Movie
- Stefano Alessandroni in Acque profonde, Long Bright River - I cieli di Philadelphia
- Guido Di Naccio in Grey's Anatomy
- Gino Manfredi in The Day After Tomorrow - L'alba del giorno dopo
- Massimo Bitossi in Il lato positivo - Silver Linings Playbook
- Sergio Lucchetti in On the Inside - La prigione dei folli
- Massimo De Ambrosis in Una squadra molto speciale
- Christian Iansante in The Good Wife
- Saverio Moriones in Burn Notice - Duro a morire
- Gianluca Iacono in Law & Order: Criminal Intent
- Andrea Lavagnino in Hawaii Five-0
- Roberto Pedicini in Ghost Whisperer - Presenze
- Enrico Di Troia in Tutti i numeri del sesso
- Emidio La Vella in La tempesta perfetta
- Francesco Prando in Il guru
- Stefano Mondini in Blue Bloods
- Massimo Rossi in Chicago PD
- Pierluigi Astore in Armor